# 물관리전시관
물관리전시관은 대한민국 국토교통부 한강홍수통제소에서 운영하는 물 전문 전시기관이다. 서울특별시 서초구 반포동 한수길 39(반포본동 751) 한강홍수통제소 내에 위치하고 있다.

## 연혁
- 2009년 2월 9일 물관리전시관 개관[1]

## 관람
- 관람 시간 : 화요일, 목요일 10:00 ~ 17:00
- 휴관일 : 자연재난대책기간(5.15~10.15), 관람일을 제외한 요일 및 공휴일
- 관람료 : 무료